# Inulanthera brownii
Inulanthera brownii là một loài thực vật có hoa trong họ Cúc. Loài này được (Hochr.) Källersjö mô tả khoa học đầu tiên năm 1986.